# Kim więc jestem
Kim więc jestem – drugi solowy album studyjny polskiej piosenkarki i autorki tekstów Patrycji Kosiarkiewicz, wydany 5 października 1998 roku przez wytwórnię PolyGram Polska.
Album zawiera dwanaście premierowych utworów wokalistki, w tym single „Nie jestem byle co” oraz „A nas to” wykonywanego w duecie z Katarzyną Nosowską.

## Lista utworów
| 1.  | Nie jestem byle co              | 3:56  |
|     |                                 |       |
| 2.  | Rymokletka                      | 4:02  |
|     |                                 |       |
| 3.  | Co by mi nie było               | 3:42  |
|     |                                 |       |
| 4.  | Nic ponad miłość                | 4:12  |
|     |                                 |       |
| 5.  | A nas to (& Katarzyna Nosowska) | 2:57  |
|     |                                 |       |
| 6.  | Tak to właśnie w życiu jest     | 4:10  |
|     |                                 |       |
| 7.  | Kim więc jestem                 | 4:02  |
|     |                                 |       |
| 8.  | Drinking with Mr Big Bang       | 4:50  |
|     |                                 |       |
| 9.  | Córuś                           | 3:47  |
|     |                                 |       |
| 10. | Transcendental High             | 5:12  |
|     |                                 |       |
| 11. | Manager of the earth hotel      | 4:06  |
|     |                                 |       |
| 12. | Tat Twam Asi                    | 7:07  |
|     |                                 |       |
|     |                                 | 52:03 |
|     |                                 |       |

## Twórcy
Wykonawcy:
- Patrycja Kosiarkiewicz – śpiew
- Marek Nowak – instrumenty klawiszowe, tamburyn
- Tomasz Bubień – gitara akustyczna
- Dariusz Kabaciński – gitara elektryczna
- Andrzej Pijanowski – gitara basowa
- Krzysztof Tofil – perkusja

Gościnnie:
- Robert Majewski – trąbka
- Krzysztof Pietrucha – gitara klasyczna
- Józef Zatwarnicki – puzon
- Agnieszka Betley – chórki